# Dinero (песня Дженнифер Лопес)
«Dinero» (с исп. — «Деньги») — песня американской певицы Дженнифер Лопес, записанная при участии продюсера DJ Khaled и хип-хоп исполнительницы Карди Би. Сингл стал доступен для стриминга и загрузки 17 мая 2018 года.
Композиция была номинирована на премию «Teen Choice Awards» в категории «Лучшая латинская песня», а официальное музыкальное видео было номинировано на премию «MTV Video Music Awards» в категориях «Лучшее латинское видео» и «Лучшая коллаборация», где одержало победу.

## Чарт
| Чарт (2018)                                | Пиковая позиция |
| ------------------------------------------ | --------------- |
| Бельгия/Валлония (Ultratip Bubbling Under) | 12              |
| Канада (Billboard Canadian Hot 100)        | 75              |
| Доминиканская Республика (Monitor Latino)  | 4               |
| Франция (SNEP)                             | 140             |
| Греция (IFPI Greece International Digital) | 40              |
| Мексика (Billboard)                        | 38              |
| Румыния (Airplay 100)                      | 72              |
| США (Billboard Hot 100)                    | 80              |
| США (Billboard Pop Airplay)                | 26              |
| США (Billboard Rhythmic)                   | 36              |
| США (Billboard Latin Airplay)              | 1               |